# Battaglia di Bannockburn
La battaglia di Bannockburn fu combattuta il 23 e 24 giugno 1314 durante la prima guerra d'indipendenza scozzese (1296–1328). Lo scontro fu decisivo per le sorti del conflitto e produsse, come conseguenza, la restaurazione de facto dell'indipendenza della Scozia dall'Inghilterra, proclamata poi de jure, nel 1328, con la firma del trattato di Edimburgo-Northampton.

## La Campagna
Nel 1306 Robert Bruce, un nobile con diritti dinastici sul trono di Scozia, diede il via a una rivolta per riconquistare l'indipendenza scozzese, approfittando della debolezza del re inglese Edoardo II, da pochi anni succeduto al padre Edoardo I.
Bruce incominciò con azioni di guerriglia contro le guarnigioni inglesi sparse per la Scozia, per poi, ottenuta l'incoronazione a Scone, cominciare a occupare numerose città e castelli, giungendo a occupare Edimburgo nel 1310.
Nel 1314 Edoardo decise di intervenire, mentre Bruce assediava il castello di Stirling, e radunò un grande esercito nel Northumberland. Ma molti nobili inglesi rifiutarono di partecipare e inviarono solo piccoli contingenti, privando Edoardo II di forze di cavalleria, ma soprattutto di preziosi consiglieri. Con un esercito comunque imponente avanzò verso Stirling lungo un'antica strada romana.

## Le forze in campo
Pare che la leva feudale e l'arruolamento di mercenari avessero fornito agli inglesi 2000 cavalieri pesanti, 15000 fanti, 10000 arcieri, anche se le fonti parlano di contingenti, come quello irlandese, che non raggiunsero il sovrano in tempo utile, cosicché il numero effettivo di uomini schierati contro gli scozzesi era probabilmente inferiore alle 25000 unità. In ogni caso, il re inglese in questa campagna si trovò al comando di un esercito di notevoli proporzioni, considerando l'epoca e il tipo di scacchiere operativo.		
Visto che il momento e l'obiettivo dell'attacco inglese erano noti, Robert Bruce ebbe tutto l'agio di far convergere in un unico punto più uomini di quanti ne avesse mai avuti a disposizione, senza troppo preoccuparsi degli approvvigionamenti e dei limiti di durata della leva, che a quel tempo era quasi sempre limitata a pochi mesi. In totale ebbe a disposizione 500 cavalieri leggeri, 6000 picchieri e 2000 uomini delle highlands.

## La battaglia
Quando si trovò di fronte l'esercito scozzese diviso in quattro formazioni di picchieri (schiltrons), Edoardo decise di effettuare una manovra aggirante sulla sinistra. Il governatore di Stirling gli aveva consigliato di non accettare lo scontro in quella zona paludosa, che favoriva la fanteria scozzese contro la cavalleria inglese, ma il re ritenne disonorevole ritirarsi davanti al nemico e decise di dare battaglia. Diede alla cavalleria il compito principale e relegando arcieri e fanti a un ruolo estremamente secondario. Questo si rivelerà un errore molto importante perché le compatte formazioni scozzesi erano impenetrabili agli assalti della cavalleria, ma molto vulnerabili al tiro degli arcieri. Intanto una parte della cavalleria inglese (800 uomini) attaccò il centro scozzese ma questo attacco, per la rivalità tra i comandanti e per il mancato appoggio della fanteria, fu respinto con gravi perdite e uno dei comandanti, il conte di Hereford, rimase ucciso dallo stesso Bruce.
Intanto un altro reparto di cavalleria inglese stava effettuando l'aggiramento e provava a raggiungere Stirling. Bruce, per prevenire questa mossa, aveva schierato una divisione di circa 1500 fanti guidata dal conte di Moray. I cavalieri inglesi caricarono furiosamente i picchieri ma anche stavolta non riuscirono a romperne la formazione. Alla sera il morale degli inglesi era a terra, ed Edoardo decise di attraversare il fiume Bannockburn per piantare l'accampamento. Fu una pessima scelta perché attraversare il letto paludoso del fiume si rivelò molto difficile e faticoso e servirono addirittura delle tavole su cui far camminare i cavalli. Bruce era molto meno fiducioso di quanto si potesse immaginare, infatti era propenso a ritirarsi soddisfatto del successo ottenuto a non rischiare tutti i vantaggi ottenuti in un altro scontro il giorno successivo, ma quando seppe dello scoraggiamento nel campo inglese decise di accettare battaglia anche il giorno dopo.
Gli inglesi provarono ancora a caricare i picchieri scozzesi, ma nel terreno paludoso e su un fronte troppo ristretto i cavalli non potevano accelerare e gli scozzesi ancora una volta non ebbero alcuna difficoltà a respingere l'attacco. Edoardo II decise finalmente di far intervenire gli arcieri in supporto alla cavalleria, e questi riuscirono a infliggere gravi perdite alle compatte formazioni scozzesi, ma erano stati schierati in posizione troppo scoperta e Bruce ordinò alla sua cavalleria leggera di caricarli. Gli arcieri, privi di armi con cui difendersi, furono spazzati via. A questo punto Edoardo capì che la battaglia era perduta e fuggì, tra gli inglesi fu il panico più totale: essendo bloccati davanti dagli scozzesi e dietro dagli acquitrini, molti di loro vennero massacrati. Gli inglesi persero in tutto circa 700 cavalieri e varie migliaia di fanti. La leggenda vuole che gli scozzesi abbiano perso un solo uomo; in realtà, le perdite nell'armata di Bruce sono ignote, per quanto probabilmente leggere.

## Le conseguenze
Con Bannockburn, Robert Bruce ottenne il suo riconoscimento come re di Scozia di fronte anche al resto del mondo.
La guerra proseguì per altri nove anni finché Edoardo II fu costretto a riconoscere l'indipendenza scozzese.
Tuttavia forse più importanti furono le conseguenze sull'evoluzione delle tattiche militari. A Bannockburn si capì che la cavalleria non poteva spezzare le formazioni compatte di fanteria armata di lancia, una lezione che gli inglesi appresero e sfruttarono con successo durante la guerra dei cent'anni.
Per tre secoli i campi di battaglia europei furono dominati da formazioni molto simili agli schiltron scozzesi: i quadrati di picchieri degli svizzeri e dei lanzichenecchi e il "tercio" spagnolo, in cui le picche erano accompagnate dagli archibugi.

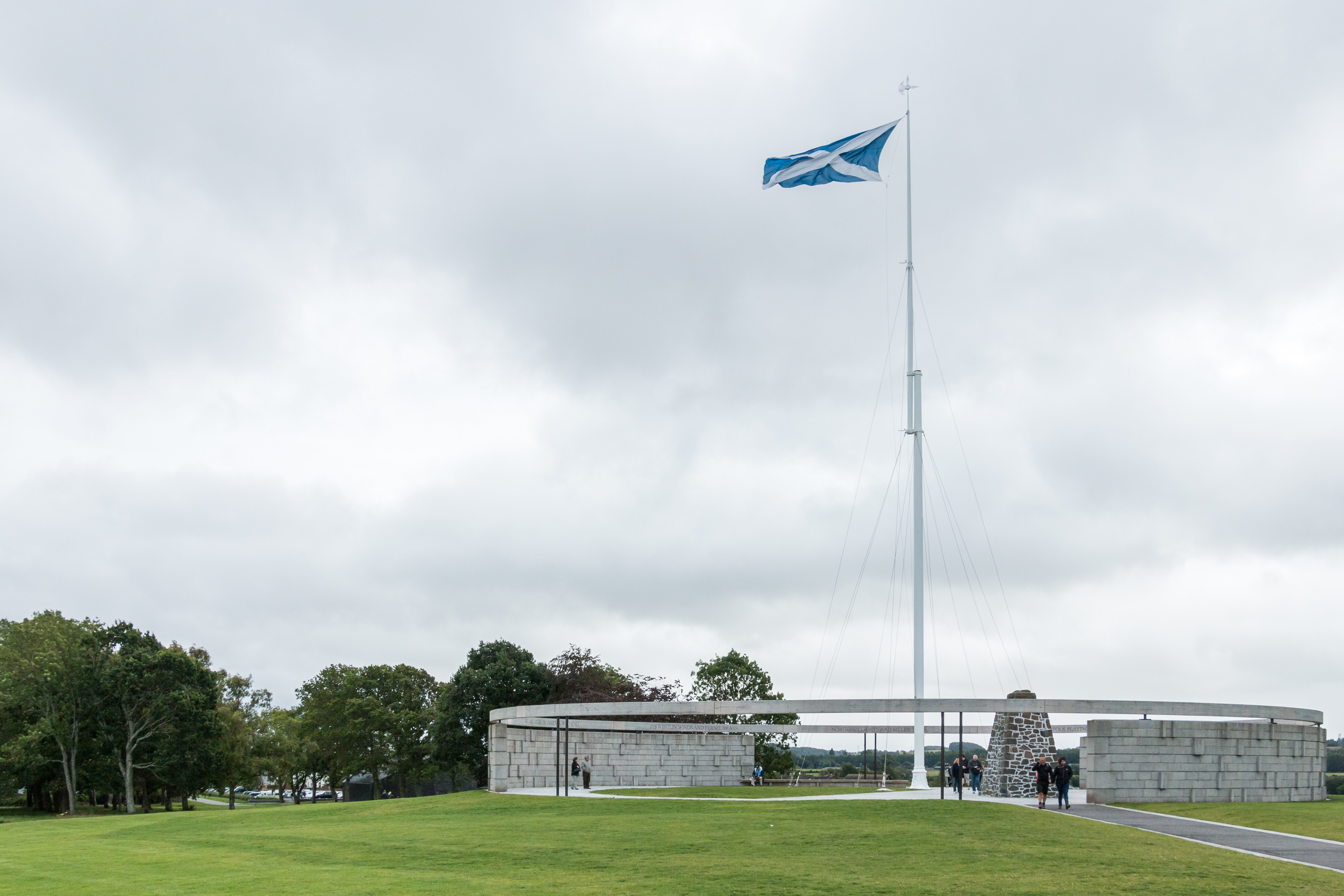
Foto del monumento commemorativo della battaglia.
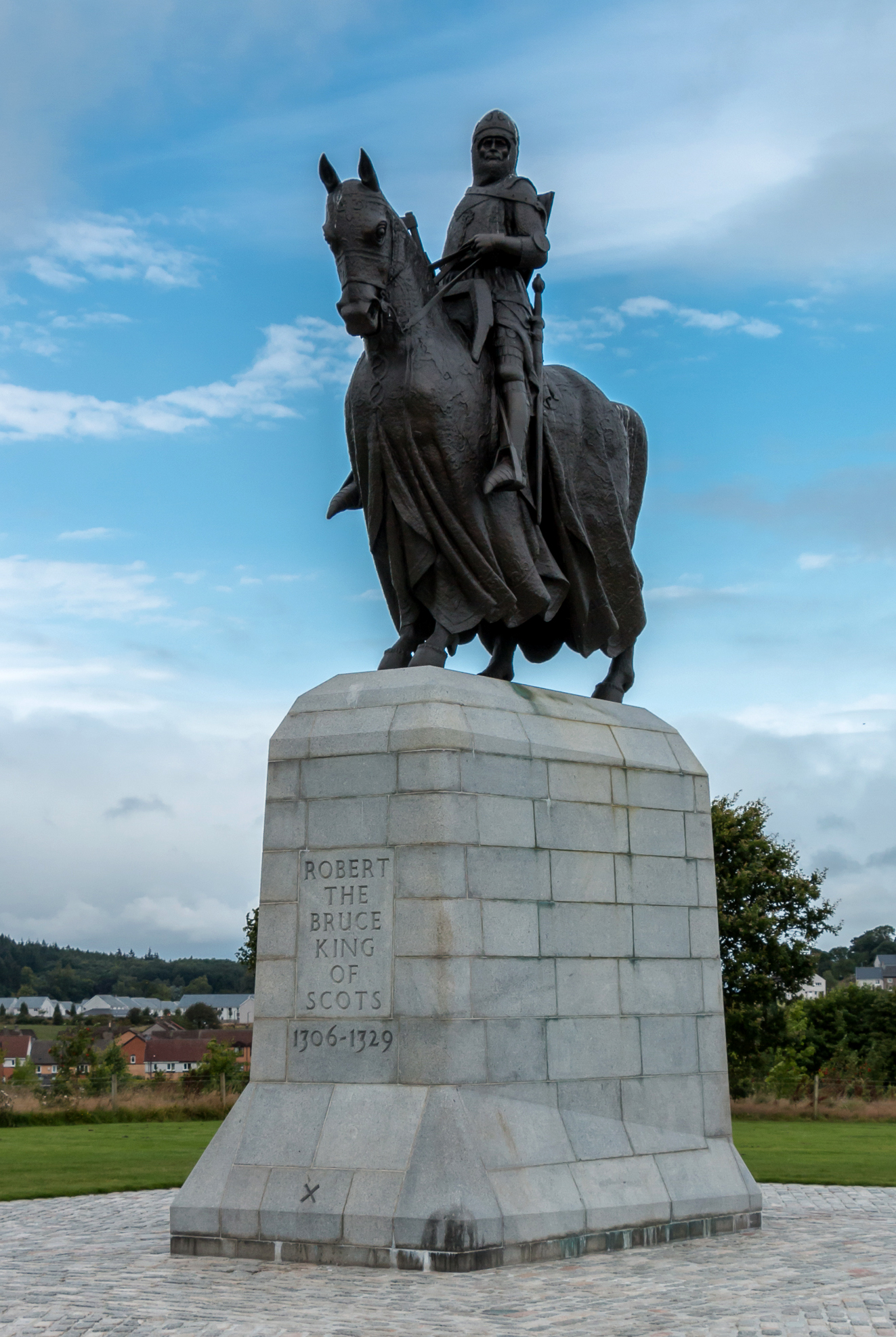
Statua di Robert Bruce a Bannockburn
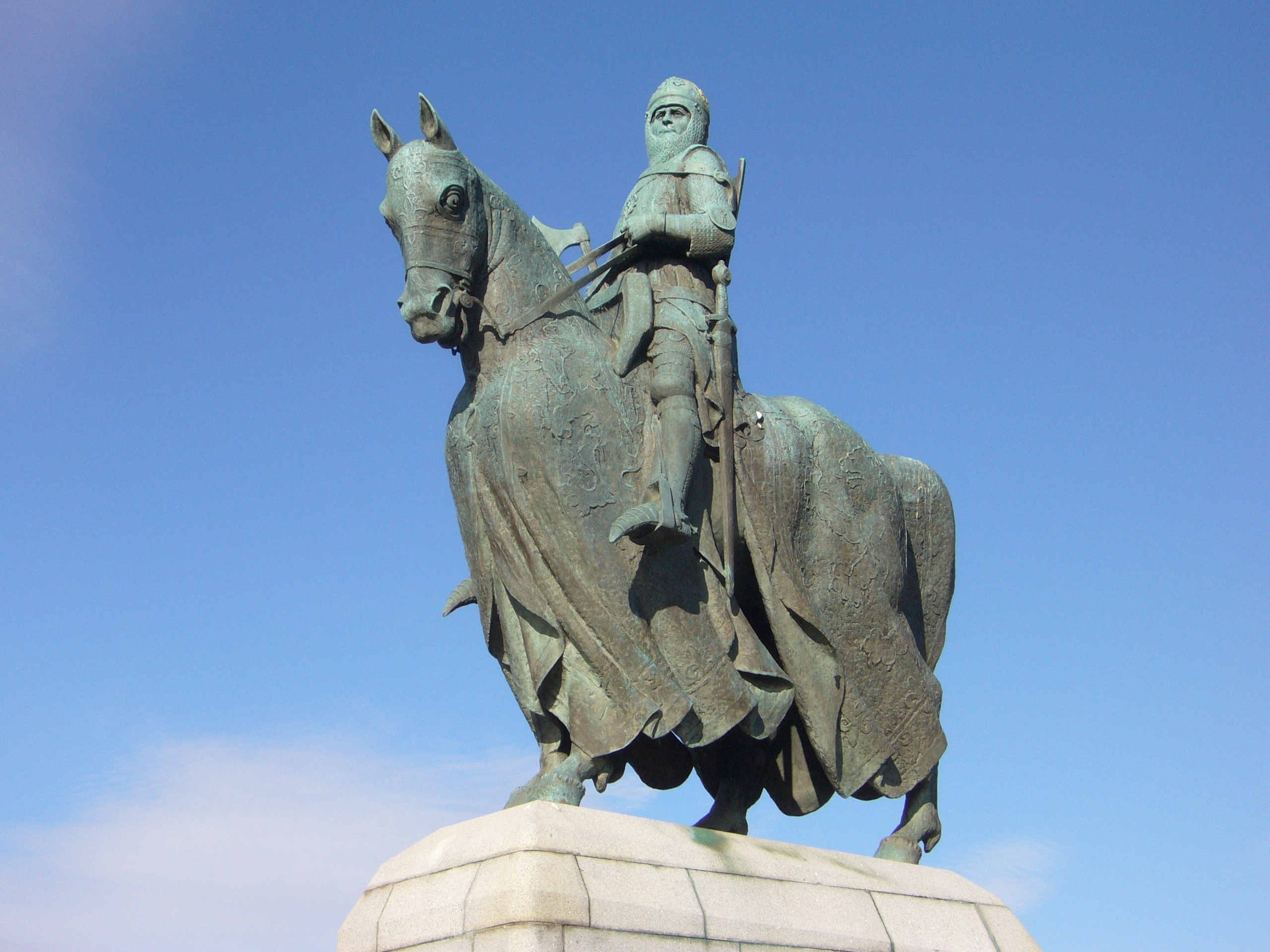
Primo piano della statua